# Samuel Mursinna
Samuel Mursinna (* 1717 in Stolp, Pommern; † 1795 in Halle (Saale)) war ein evangelisch-reformierter Theologe der Aufklärung in Preußen.

## Leben und Werk
Nach dem Besuch der Lateinschule in Stolp kam Samuel Mursinna 1731 nach Berlin, wo er bis 1738 das Joachimsthalsches Gymnasium besuchte. 1738–1740 studierte er in Halle und war anschließend bis 1745 Hauslehrer. 1745 begann seine eigentliche Berufslaufbahn mit Lehrerstellen am Friedrichswerderschen und dem Joachimsthalsches Gymnasium in Berlin. Von dort wurde er 1758 in seine Lebensstellung als reformierter Theologieprofessor der Universität Halle und als Leiter des reformierten Gymnasium illustre in Halle berufen. Diese Ämter übte er bis zu seinem Lebensende 1795 aus.
Der Schwerpunkt seiner akademischen Lehrtätigkeit lag in der Theologie. Aus seinen Vorlesungen am Gymnasium illustre in Halle gingen u. a. vier Kompendien der theologischen Teildisziplinen hervor: Grundriss einer theologischen Enzyklopädie, (1764), Homiletik (1766), Dogmatik (1777), Ethik (1778). Er edierte auch eine griechisch-lateinische Ausgabe von Polyainos’ Strategemata/Strategika (1756).
Samuel Mursinna war der Onkel des Medizinprofessors Christian Ludwig Mursinna (1744–1823).